# Varieté (Film)

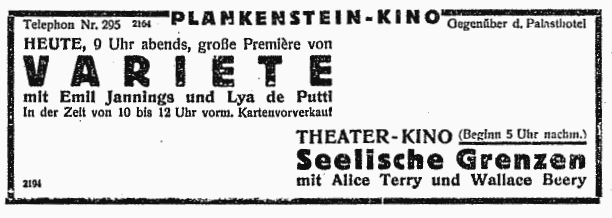
Zeitungsannonce für Emil Jannings Varieté im Meraner Plankenstein-Kino, 10. November 1926

Varieté ist ein deutscher Spielfilm von Ewald André Dupont aus dem Jahr 1925 über ein Eifersuchtsdrama im Zirkusmilieu. Der Film basiert auf dem Roman Der Eid des Stephan Huller von Felix Hollaender. Bei der Berlinale 2015 wurde eine neue, digital restaurierte Fassung des Films von der Friedrich-Wilhelm-Murnau-Stiftung vorgestellt.

## Handlung
Der wegen Mordes verurteilte Häftling Nr. 28 „Boß“ Huller wird zum Gefängnisdirektor gerufen, da seine Frau nach zehn Jahren Gefängnis für ihn ein Gnadengesuch eingereicht hat. So erzählt er dem Gefängnisdirektor sein Leben.
Er war ein berühmter Trapezkünstler, der aufgrund eines Unfalls zum Schaubudenbesitzer auf der Reeperbahn heruntergekommen war. Hier lernte er die verführerische Berta-Marie kennen, die bei ihm als Tänzerin auftrat. Er verließ Frau und Kind und schlug sich mit ihr auf dem Rummelplatz durch. Hier entdeckte die beiden ein Impresario, der für den berühmten Artisten Artinelli einen neuen Partner suchte.
Huller wurde „Fänger“ und trat zusammen mit Berta-Marie und Artinelli im Wintergarten auf. Als Berta-Marie ihn mit Artinelli betrog, wurde er rasend vor Eifersucht und erstach Artinelli in einem Messerduell, als er seine Gefühle nicht mehr im Zaum halten konnte. Danach stellte er sich der Polizei.
Dem Gnadengesuch wird stattgegeben und Huller in die Freiheit entlassen.

## Hintergrund
Varieté wurde am 16. November 1925 im Berliner Ufa-Palast am Zoo uraufgeführt und wurde einer der größten deutschen Filmerfolge des Jahres 1925. Der Regisseur Dupont erhielt daraufhin Engagements in den USA und Großbritannien, wo er von 1926 bis 1931 arbeitete.
Der Film nutzte Elemente des Kammerspielfilms wie die bedingungslose Besessenheit der Hauptfigur, ihre Auflehnung gegen und Flucht aus dem monotonen Alltag sowie die Unabwendbarkeit der schicksalhaften Entwicklung der Handlung. Zu den Höhepunkten des Films gehören die Einstellungen der pendelnden Kamera Karl Freunds, vom Trapez auf die Zuschauermenge im Parkett blickend und deren zunehmende Erregung darstellend.

## Sonstiges
In einer kurzen Szene spielen zwei Männer Einradhockey. Dies ist die vermutlich älteste Dokumentation dieser Sportart.

## Kritiken
- Siegfried Kracauer formulierte: „Duponts Leistung bestand darin, daß er mit denselben filmischen Mitteln, wie man sie ursprünglich zur äußeren Sichtbarmachung einer Innenwelt verwendet hatte, jetzt auch der Außenwelt seines Films sichtbare Gestalt gab.“[2]
- Reclams Filmführer urteilte: „Ob es sich um die Schaubude in St. Pauli oder den Berliner 'Wintergarten', um den Wohnwagen des Beginns oder später um das Luxushotel handelt – stets sind Milieu und Umgebung überzeugend echt.“[3]
- Thomas Kramer schrieb in Reclams Lexikon des deutschen Films: „Die fatalistische Dreiecksgeschichte – Hullers Flucht aus dem Alltag in die Libertinage wird erst lustvoll ausgespielt, dann zum grausigen Menetekel umfunktioniert – interessierte Dupont nur am Rande. Es ist die formale Umsetzung, die diesen Film zu einem Meisterwerk macht.“[4]
- Lexikon des internationalen Films: „Optisch virtuos gestaltetes Stummfilm-Kammerspiel im Stil des ‚neuen, objektiven und neutralen Realismus‘.“[5]
- Ingmar Bergman faszinierte der Film so sehr, dass er ihn nach eigenen Angaben mit Abend der Gaukler bewusst imitierte.[6]